# Ансамбль народной песни и танца Республики Абхазия
Государственный заслуженный ансамбль народной песни и танца Республики Абхазии — советский и абхазский музыкальный коллектив, основанный в 1931 году.

## История

### Образование
Ансамбль создан в 1931 году по инициативе Н. А. Лакоба на базе лучших районных хоровых коллективов. Его первым руководителем был певец и знаток народного песенного искусства П. Панцулая.

### Дальнейшая история
С 1939 года ансамбль сменил несколько руководителей, в том числе абхазских деятелей искусств: Ивана Лакербая, Алексея Чичба, Раждена Гумба, Кици Гегечкори, Эдуарда Бебия и др.
С 1963 года художественный руководитель ансамбля Х. Ахба, хореограф — Г. Чахава, дирижёр — Василий Михайлович Царгуш.
В 1968—2020 художественный руководитель и главный дирижёр Государственного ансамбля песни и танца Республики Абхазия — Царгуш, Василий Михайлович.
В 1970 году ансамблю было присвоено звание «заслуженного».
2В 1976 году состоялись первые заграничные гастроли ансамбля. Под руководством Василия Царгуша они направились в Польшу. Дебют получился успешным, и Государственный ансамбль Абхазии начали приглашать за рубеж чаще: концерты прошли в ГДР, ФРГ, Западном Берлине, ЧССР, Сирии, Греции, в Африканских странах (Эфиопия, Танзания, Мозамбик), Аргентине, Мексике, Франции, Турции. Государственный заслуженный ансамбль народной песни и танца Абхазии побывал во всех уголках бывшего СССР.
Коллектив выступал с концертами перед иностранными туристами в Ленинграде, Москве, Сочи.
В 1986 году Царгуша назначили директором Государственной Абхазской филармонии, и он оставил должность художественного руководителя Государственного заслуженного ансамбля народной песни и танца Абхазии. Но с 1988 года Царгуш начал совмещать должность директора филармонии и деятельность художественного руководителя и главного дирижёра ансамбля. В 1995 году он вернулся в ансамбль, став художественным руководителем, главным дирижёром и директором.
В 2021 году художественным руководителем назначен народный артист Республики Абхазия, народный артист Карачаево-Черкесской Республики Валерий Тания

## Репертуар
В репертуаре ансамбля — фольклорные обрядовые, ритуальные песни и танцы, а также произведения абхазских композиторов.